# 百慕大广播公司
百慕大广播公司（英語：Bermuda Broadcasting Company）是英国海外领地百慕大最大的商业广播机构。

## 频道

### 电视频道
目前百慕大广播公司拥有该地区唯二的地面电视频道——ZBM-TV（频道号码20.1）和ZFB-TV（频道号码20.2）。两频道同时在当地有线电视网络播出。
由于距离英国本土甚远，两个频道都加入了邻近的美国电视网。其中ZBM-TV为CBS电视网成员；ZFB-TV为ABC电视网成员，同时还转播英国BBC世界新闻频道的节目。

### 广播频率
- ZBM：AM 1340kHz，百慕大历史最悠久的电台频率，1953年开播，以新闻谈话类节目为主。
- ZBM-FM：FM 89.1MHz，又称“FM89”，成人当代音乐频率。
- ZFB：AM 1230kHz，又称“Bermuda Spirit”，包括地方节目、宗教节目和成人当代音乐。
- ZFB-FM：FM 94.9MHz，又称“Power95 Stereo FM”，都市和雷鬼音乐频道。